# MDR-Musiksommer
Der MDR-Musiksommer ist ein seit 1992 bestehendes, drei Bundesländer (Sachsen, Sachsen-Anhalt und Thüringen) übergreifendes Musikfestival des MDR. Es begann mit 15 Konzerten und beinhaltete maximal 104 Konzerte. In Zukunft soll eine Konzertanzahl von rund 60 beibehalten werden, wobei besonders die Parität zwischen den Ländern berücksichtigt wird.

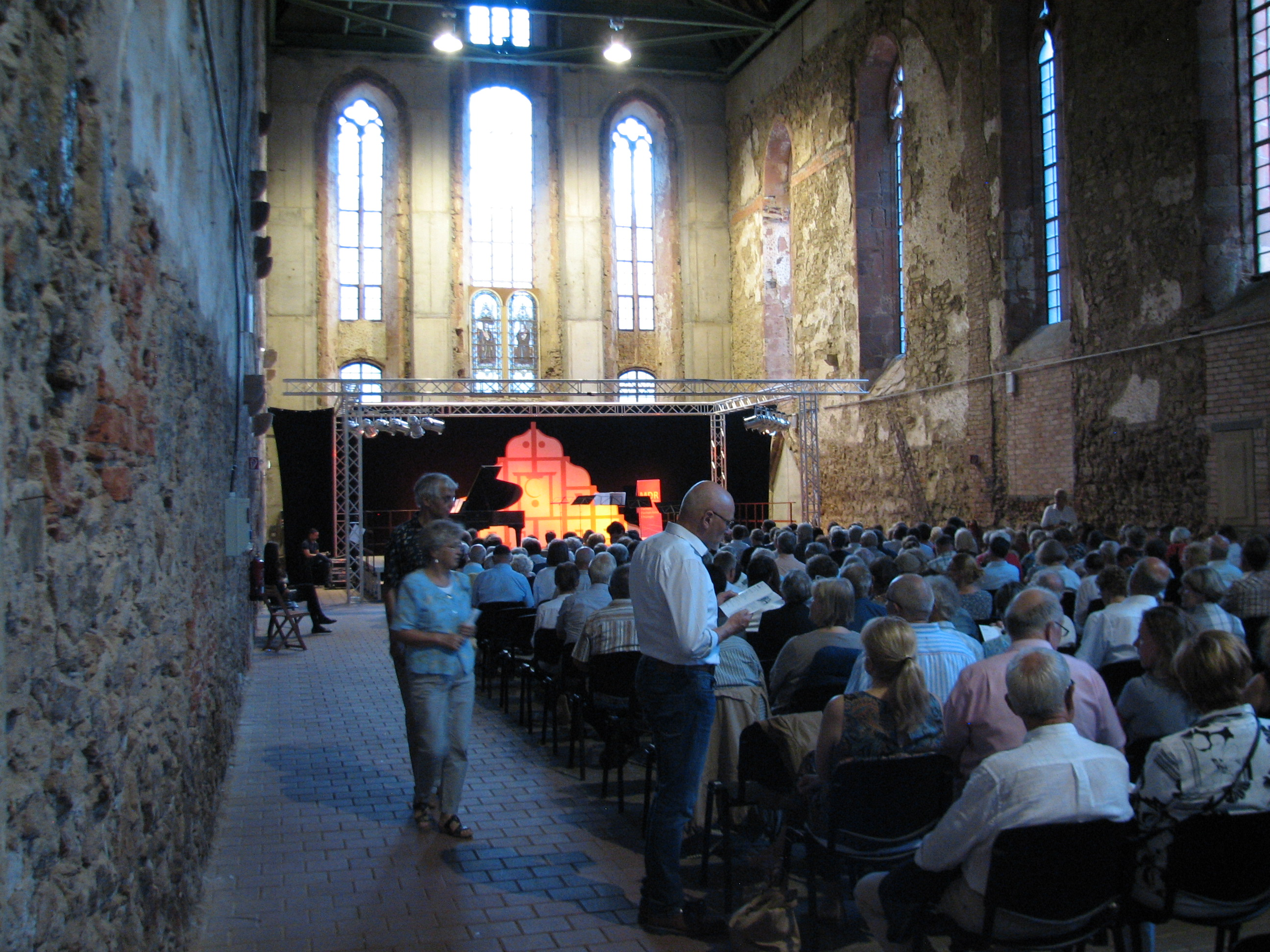
MDR-Musiksommer 2017 in Grimma

Das Festival deckt die sonst eher veranstaltungsschwachen Monate Juli und August ab. Eingeladen werden vornehmlich internationale Stars, Künstler und Ensembles und solche aus dem Sendegebiet des MDR. Die dritte tragende Programmsäule sind die Konzerte mit den Klangkörpern des MDR. Als Spielorte werden etwa 90 % feste und rund 10 % neue in jedem Jahr einbezogen. Es sind meist historisch und touristisch interessante Bauwerke wie die Semperoper in Dresden, die Wartburg zu Eisenach oder der Magdeburger Dom, welche als wiederkehrende Veranstaltungsorte ausgewählt werden. Aber auch in kleineren Städten und unbekannteren Bauwerken finden in unregelmäßigen Abständen Konzerte statt, wie z. B. 2017 und 2020 in der ehemaligen Klosterkirche St. Augustin in Grimma.
Charakteristisch ist die Gliederung der meisten Konzerte in Konzertreihen, wie z. B. „Johann Sebastian Bach und seine Städte“, „Konzerte entlang der Straße der Romanik“, „Konzerte auf der Wartburg“ oder die Reihe für zeitgenössische Musik „Klangrausch“. Neu sind seit 2004 die Reihe „Lebendige Klöster“ und ab 2006 die Reihe „Gartenträume“. Das Spektrum der gespielten Musik reicht von Anfang des ersten Jahrtausends bis in die heutige Moderne. Primär werden die Epochen der klassischen Musik von Barock bis zur Moderne, aber auch immer mehr Cross-Over-Projekte und Jazz/Folkelemente bedient.
Das Publikum besteht aus etwa 70 % einheimischem (Umkreis von 50 km) und rund 30 % touristischem Zuhörern. Die Tendenz geht hin zu Stammgästen, von denen über 50 % aus dem Altbundesgebiet kommen. Von den durchschnittlich 60 Konzerten werden etwa 15 bis 20 von MDR Figaro live gesendet oder mitgeschnitten.